# Иаков (Бизауртис)
Митрополит Иа́ков (греч. Μητροπολίτης Ιάκωβος, в миру Иа́ковос Бизау́ртис греч. Ιάκωβος Μπιζαούρτης; род. 1948, Афины) — архиерей Элладской православной церкви, митрополит (до 3 ноября 2021 — епископ) Фавмакский, викарий Афинской архиепископии (с 2012).

## Биография
Родился в 1948 году в Афинах, в Греции.
В 1972 году окончил богословский факультет Аристотелевского университета в Салониках.
В 1972 году был последовательно рукоположен в сан диакона и пресвитера архиепископом Фиатирским Афинагором (Коккинакисом) в Софийском кафедральном соборе в Лондоне. Служил в Фиатирской архиепископии, Закинфской митрополии и Афинской архиепископии.
3 декабря 2003 года был избран игуменом (настоятелем) монастыря Петраки.
8 марта 2012 года решением Священного синода иерархии Элладской православной церкви был избран (37 голосами из 68 избирателей) для рукоположения в сан епископа Фавмакского, викария Афинской архиепископии (архимандрит Игнатий (Мосхос) получил 11 голосов, архимандрит Ириней (Калогиру) — 2 голоса; 15 пустых бюллетеней и 3 недействительных).
11 марта 2012 года в церкви святого Дионисия Ареопагита состоялась его архиерейская хиротония. В хиротонии приняли участие: архиепископ Афинский Иероним (Лиапис), митрополит Иерисский Никодим (Анагносту), митрополит Элассонский Василий (Колокас), митрополит Сироский Дорофей (Поликандриотис), митрополит Фермопильский Иоанн (Сакеллариу), митрополит Коринфский Дионисий (Мандалос), митрополит Халкидский Хризостом (Триандафиллу), митрополит Кифисийский Кирилл (Мисьякулис), митрополит Марафонский Мелитон (Кабациклис), епископ Христианупольский Прокопий (Петридис), епископ Элийский Феодорит (Цириготис) (Константинопольский патриархат), епископ Назианский Феодорит (Полизогопулос) (Константинопольский патриархат), а также епископ Диавлийский Гавриил (Папаниколау) и епископ Салонский Антоний (Аврамиотис).
3 ноября 2021 года возведён в сан титулярного митрополита.